# 皮埃尔·莫鲁瓦
皮埃尔·莫鲁瓦（法語：Pierre Mauroy，法語發音：[pjɛʁ moʁwa]；1928年7月5日—2013年6月7日），法国社会党政治家。法国社会党第一书记（1988－1992）、法国总理（1981－1984）和里尔市长。

## 生活和工作
莫鲁瓦作为一位教师，在50年代他率领青年社会主义运动和技术教学联盟。他成为北部省社会党的领导人物，在党内迅速攀升。1966年，他成为党内第2号人物位于总书记居伊·莫莱（Guy Mollet）之下，1969年居伊·摩勒辞去领导人职务，阿兰·萨瓦里（Alain Savary）被选为接替他。1971年埃皮奈大会，他支持弗朗索瓦·密特朗的到来和成为社会党(PS)党内第2号人物。两年后，莫鲁瓦被选为里尔市长和代理。
在1981年总统竞选密特朗选择他作为发言人，他当选后，莫鲁瓦担任总理。他的内阁没有重要的社会改革，包括减少工作时间39小时，在60岁退休后增加津贴。不过，他主张放弃社会主义经济政策，不限制融资私立学校，他在1984年辞职。
从1988年到1992年他是社会党(PS)第一书记，1992年至1999年任社会党国际主席，1992年以来担任参议员，于2001年他离开里尔钟楼。他被视为法国左翼的道德权威，在2007年初选他支持塞戈莱纳·罗亚尔候选人参选。
2013年6月7日，莫魯瓦於巴黎因肺癌逝世。

## 莫鲁瓦第一届内阁（1981.5.22 - 6.23）
- 莫鲁瓦 - 总理
- 克洛德·谢松（Claude Cheysson）– 对外关系部长
- 夏尔·埃尔尼（Charles Hernu）– 国防部长
- 加斯东·德费尔（Gaston Defferre）– 内政和权力下放部长
- 雅克·德洛尔– 经济部长
- 皮埃尔·若克斯（Pierre Joxe）– 工业部长
- 让·奥鲁（Jean Auroux）– 劳工部长
- 莫里斯·富尔 – 司法部长
- 阿兰·萨瓦里（Alain Savary）– 国家教育部长
- 让·洛兰（Jean Laurain）– 老兵部长
- 雅克·朗（Jack Lang）– 文化部长
- 埃迪特·克勒松 – 农业部长
- 米歇尔·克雷波（Michel Crépeau）– 环境部长
- 安德烈·亨利（André Henry）– 自由时间部长 (Ministère du Temps libre)
- 路易·梅尔马兹（Louis Mermaz）– 运输和设备部长
- 埃德蒙·埃尔韦（Edmond Hervé）– 卫生部长
- 罗歇·基约（Roger Quilliot）– 住房部长
- 乔治·菲尤（Georges Fillioud）– 通信部长
- 路易·梅克桑多（Louis Mexandeau）– 邮政部长
- 米歇尔·罗卡尔 – 规划和区域规划部长
- 安德烈·德勒利（André Delelis）– 商务和手工业部长
- 米歇尔·若贝尔（Michel Jobert）– 对外商贸部长
- 让-皮埃尔·舍韦内芒（Jean-Pierre Chevènement）– 研究和技术部长
- 尼科尔·凯斯蒂奥（Nicole Questiaux）– 民族团结部长
- 路易·勒庞塞克（Louis Le Pensec）– 海洋部长

## 莫鲁瓦第二届内阁（1981.6.23 - 1983.3.22）
- 莫鲁瓦 - 总理
- 克洛德·谢松（Claude Cheysson）– 对外关系部长
- 夏尔·埃尔尼（Charles Hernu）– 国防部长
- 加斯东·德费尔（Gaston Defferre）– 内政和权力下放部长
- 雅克·德洛尔– 经济部长
- 卡特琳·拉吕米埃（Catherine Lalumière）– 消费部长
- 皮埃尔·德雷富斯（Pierre Dreyfus）– 工业部长
- 让·奥鲁（Jean Auroux）– 劳工部长
- 马塞尔·里古（Marcel Rigout）– 职业培训部长
- 罗贝尔·巴丹泰 – 司法部长
- 阿兰·萨瓦里（Alain Savary）– 国家教育部长
- 让·洛兰（Jean Laurain）– 老兵部长
- 雅克·朗（Jack Lang）– 文化部长
- 埃迪特·克勒松– 农业部长
- 米歇尔·克雷波（Michel Crépeau）– 环境部长
- 安德烈·亨利（André Henry）– 自由时间部长 (Ministère du Temps libre)
- 夏尔·菲特曼（Charles Fiterman）– 运输部长
- 雅克·拉利特（Jacques Ralite）– 卫生部长
- 罗歇·基约（Roger Quilliot）– 城市规划和住房部长
- 乔治·菲尤（Georges Fillioud）– 通信部长
- 路易·梅克桑多（Louis Mexandeau）– 邮政部长
- 米歇尔·罗卡尔 – 规划和区域规划部长
- 安德烈·德勒利（André Delelis）– 商务和手工业部长
- 米歇尔·若贝尔（Michel Jobert）– 对外商贸部长
- 让-皮埃尔·舍韦内芒（Jean-Pierre Chevènement）– 研究和技术部长
- 尼科尔·凯斯蒂奥（Nicole Questiaux）– 民族团结部长
- 路易·勒庞塞克（Louis Le Pensec）– 海洋部长

阁员变动
- 1982年6月29日 - 让-皮埃尔·舍韦内芒继任工业部长，皮埃尔·贝雷戈瓦继任民族团结部长兼社会事务部长。

## 莫鲁瓦第三届内阁（1983.3.22 - 1984.7.17）
- 莫鲁瓦 - 总理
- 克洛德·谢松（Claude Cheysson）– 对外关系部长
- 夏尔·埃尔尼（Charles Hernu）– 国防部长
- 加斯东·德费尔（Gaston Defferre）– 内政和权力下放部长
- 雅克·德洛尔（Jacques Delors）– 经济，财政和预算部长
- 洛朗·法比尤斯 – 工业和科研部长
- 马塞尔·里古（Marcel Rigout）– 职业培训部长
- 罗贝尔·巴丹泰 – 司法部长
- 阿兰·萨瓦里（Alain Savary）– 国家教育部长
- 米歇尔·罗卡尔– 农业部长
- 米歇尔·克雷波（Michel Crépeau）– 环境部长
- 夏尔·菲特曼（Charles Fiterman）– 运输部长
- 罗歇·基约（Roger Quilliot）– 城市规划和住房部长
- 米歇尔·克雷波（Michel Crépeau）– 商务和手工业部长
- 埃迪特·克勒松– 旅游和对外商贸部长
- 皮埃尔·贝雷戈瓦– 社会事务和民族团结部长

阁员变动
- 1983年10月4日 - 保罗·吉勒继任城市规划和住房部长。
- 1983年12月18日 - 洛朗·迪马进入内阁任欧洲事务部长。